# Agnès Desarthe

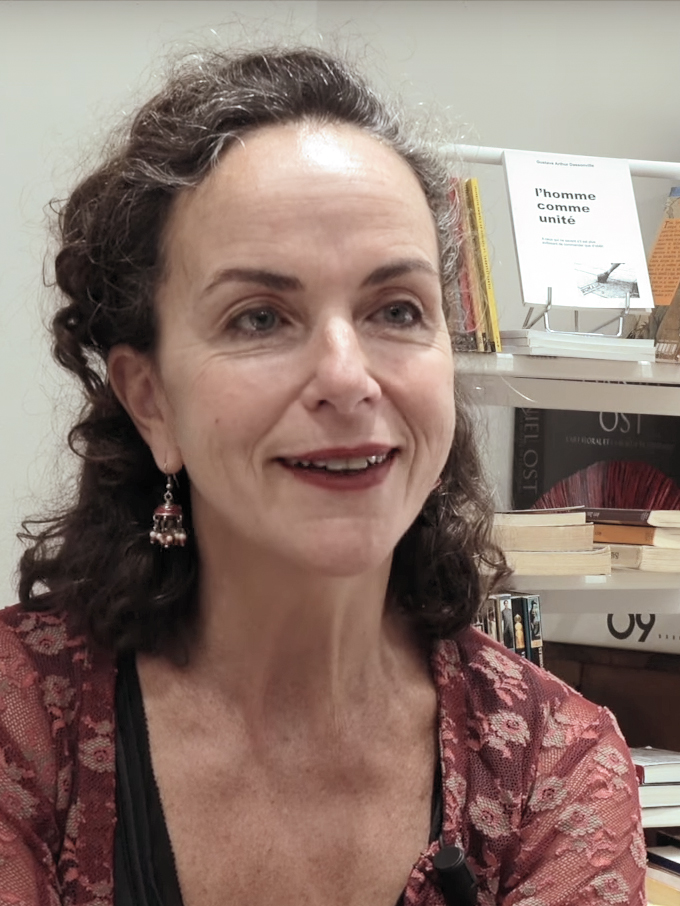
Agnès Desarthe, 2018

Agnès Desarthe (* 3. Mai 1966 in Paris) ist eine französische Schriftstellerin. Ihren ersten Roman für Erwachsene veröffentlichte sie im Alter von 22 Jahren, gefolgt von mehreren Kinder- und Jugendbüchern. Heute arbeitet sie als Englischlehrerin und lebt mit ihrer Familie in Paris.

## Werke (Auswahl)
- Quelques minutes de bonheur absolu. Paris 1993.
  - Deutsch: Flüchtige Augenblicke des Glücks. Roman. S. Fischer, Frankfurt/M. 2000, ISBN 3-596-14697-6 (übersetzt von Christiane Seiler)
- Un secret sans importance. Paris 1996.
  - Deutsch: Ein Geheimnis ohne Belang. S. Fischer, Frankfurt/M. 1997, ISBN 3-596-14201-6 (übersetzt von Christiane Seiler)
- Cinq photos de ma femme. Paris 1998.
  - Deutsch: Fünf Bilder meiner Frau. Fest Verlag, Berlin 1999, ISBN 3-8286-0085-9 (übersetzt von Ingeborg Schmutte)
- Les bonnes intentions. Paris 2000.
  - Deutsch: Die guten Vorsätze. Fest Verlag, Berlin 2001, ISBN 3-8286-0153-7 (übersetzt von Christiane Seiler)
- Je manque d’assurance. Paris 1998.
  - Deutsch: Verliebt noch mal! S. Fischer, Frankfurt/M. 1999, ISBN 3-596-85056-8 (übersetzt von Anne Braun)
- Petit prince Pouf. Paris 2002.
  - Deutsch: Kleiner Prinz Pluff. Verlag Moritz, Frankfurt/M. 2002, ISBN 3-89565-140-0 (übersetzt von Tobias Scheffel, illustriert von Claude Ponti)
- L'histoire des Carnets de Lineke. Paris 2007 (siehe: Nili Goren, „L'Ecole de Loisirs“, 2007)
  - Deutsch: Die Geschichte von Lienekes Heften. Jacoby & Stuart, Berlin 2009, ISBN 978-3-941087-41-5 (übersetzt von Sarah Pasquay)